# Władimir Potanin
Władimir Olegowicz Potanin, ros. Владимир Олегович Потанин (ur. 3 stycznia 1961) – rosyjski oligarcha, wicepremier w latach 1996–1997, udziałowiec spółki Norylski Nikiel. W 2013 roku został sklasyfikowany na 58. miejscu na liście najbogatszych ludzi świata „Forbesa” i 7. w Rosji.
Władimir Potanin na początku lat 90. założył spółkę Interros, poprzez którą wziął udział w grabieżczej prywatyzacji jaka miała miejsce za prezydentury Borysa Jelcyna. Do 2008 roku prowadził interesy wspólnie z innym oligarchą, Michaiłem Prochorowem. Słynie ze wspierania inicjatyw charytatywnych.